# Coptas
Os coptas ou coptos (em copta: ⲟⲩⲣⲉⲙ'ⲛⲭⲏⲙⲓ 'ⲛ'Ⲭⲣⲏⲥⲧⲓ'ⲁⲛⲟⲥ,  ou.Remenkīmi en.Ekhristianos, literalmente: "cristão egípcio") são egípcios cujos ancestrais abraçaram o cristianismo no século I. Formam um dos principais grupos etno-religiosos do país.

A origem desta palavra veio do antigo egípcio onde, ḥut-ka-ptaḥ significa (Templo da Alma de Ptá). Era um endónimo para Egito. No grego antigo, tomou a forma Aigýptios (Αἰγύπτιος), e também é usado Kóptos/Κόπτος a partir de "kbt" (pronunciado G[è]bt{o} no egípcio antigo), nome de uma antiga cidade. E a partir disso, o grego influenciou as formas de falar nativas no Egito, surgindo kuptaion/ⲕⲩⲡⲧⲁⲓⲟⲛ (em copta - ou egípcio - saídico) e aiguption/ⲁⲓⲅⲩⲡⲧⲓⲟⲛ (em copta boaírico). No árabe clássico surge então qubṭ / qibṭ قبط para se referir aos egípcios em geral, porém ocorreu uma mudança semântica ao longo dos séculos, e passou a se referir mais especificamente aos cristãos egípcios depois que a maior parte da população egípcia se converteu ao Islã (após o século VII). Atualmente, o termo é principalmente aplicado aos membros da Igreja Ortodoxa Copta, independente de sua origem étnica; assim, cristãos etíopes e eritreus (bem como núbios, até sua conversão ao islã) eram tradicionalmente chamados de coptas - embora este costume esteja sendo abandonado gradualmente, desde que as chamadas Igrejas Tewahedo Etíope e Eritreia passaram a ter seus próprios patriarcas e a ser independentes em relação à Igreja Ortodoxa Copta.

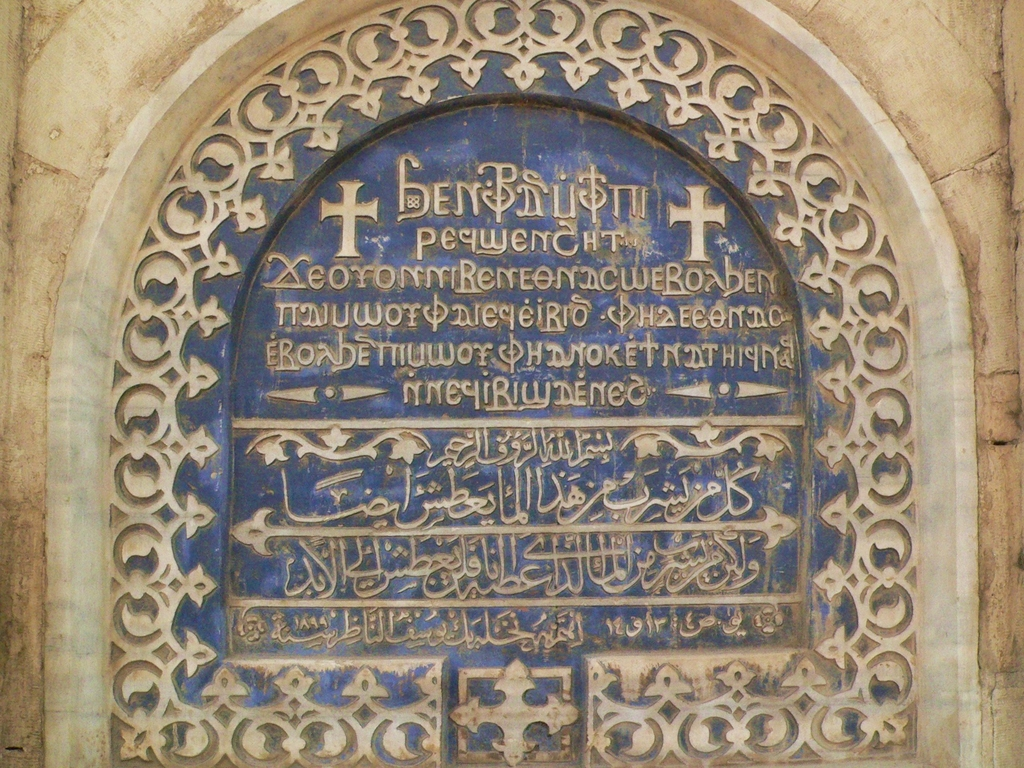
Inscrições em copta e árabe numa igreja antiga do Cairo

A população copta cristã do Egito é a maior comunidade cristã do Oriente Médio. Os cristãos representam cerca de 10% a 20% de uma população de mais de 80 milhões de egípcios, embora as estimativas variem (ver Religião no Egito). Cerca de 90% dos coptas pertencem à Igreja Ortodoxa Copta de Alexandria, nativa do país. Os cerca de 800 mil restantes estão divididos entre as Igrejas Católica Copta e a Protestante Copta.

## Perseguição e Discriminação
O número de coptas dentro do Egito vem declinando devido às altas taxas de emigração entre a comunidade e também porque, "todos os anos, milhares de coptas tornam-se muçulmanos apenas para, aparentemente, escaparem ao estatuto social inferior, ou para desposar uma mulher muçulmana, já que o Alcorão proíbe que muçulmanas se casem com judeus ou cristãos". A Human Rights Watch notou "crescente intolerância religiosa" e violência sectária contra os cristãos coptas nos últimos anos, e a falha do governo egípcio em investigar de forma adequada e processar os responsáveis. Centenas de coptas egípcios foram mortos em confrontos sectários de 2011 a 2017, e muitos lares e empresas foram destruídos. Em apenas uma província (Minya), 77 casos de ataques contra os coptas entre 2011 e 2016 foram documentados pela Egyptian Initiative for Personal Rights.

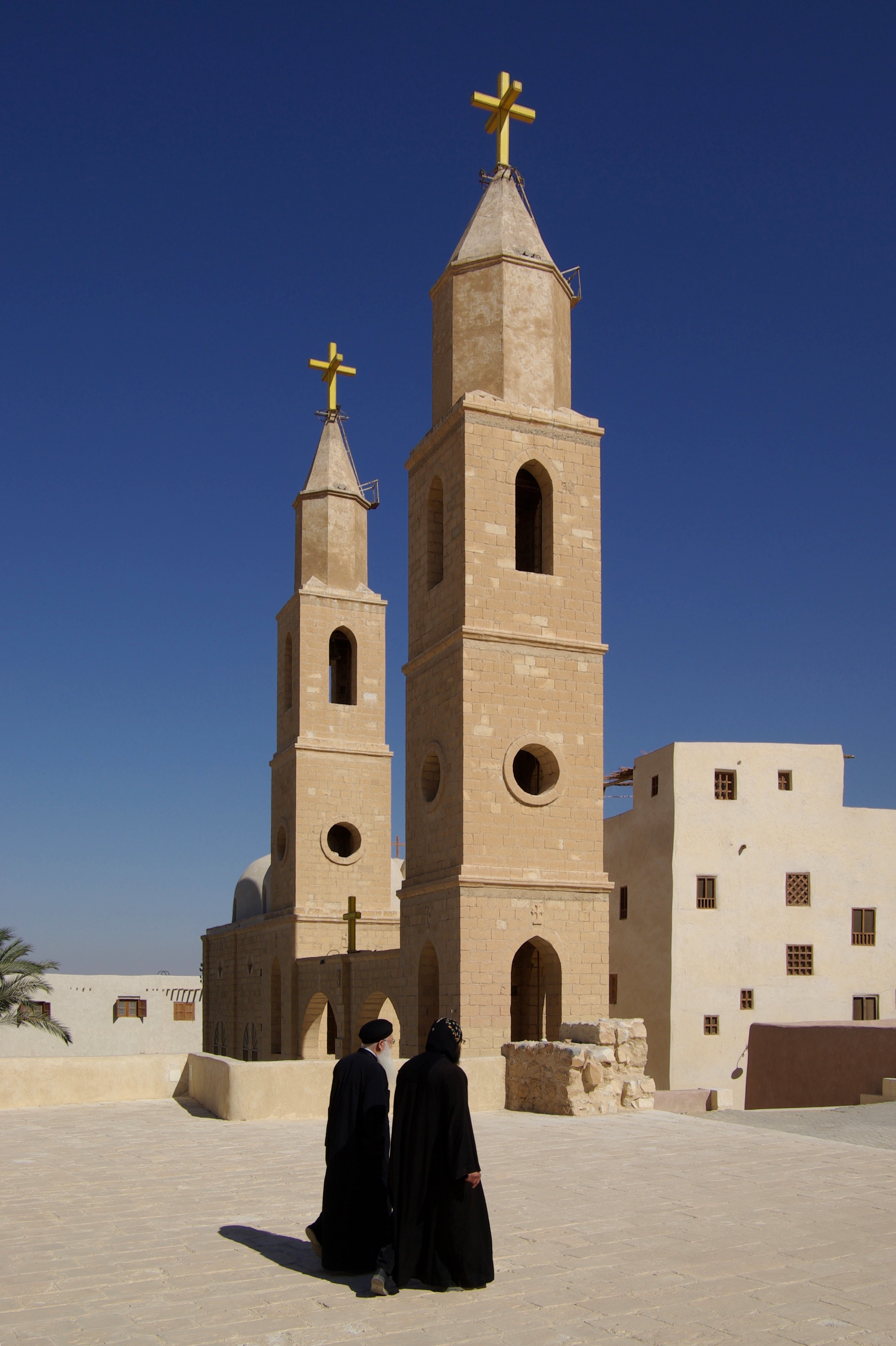
Mosteiro de Santo Antão, Egito.

Acontece de mulheres e meninas coptas serem raptadas, forçadas a se converter-se ao Islão e casar com homens muçulmanos. Em 2009, o grupo Christian Solidarity International, baseado em Washington,  publicou um estudo sobre os raptos e casamentos forçados e a angústia sentida pelas jovens porque o retorno ao cristianismo é contra a lei. Outras alegações de sequestro organizado de coptas, tráfico e envolvimento de policiais continuam em 2017.
Em abril de 2010, um grupo bipartidário de 18 membros do Congresso dos EUA expressou preocupação ao Departamento de Tráfico de Pessoas do Departamento de Estado sobre mulheres coptas que enfrentaram "violência física e sexual, cativeiro ... exploração em servidão doméstica forçada ou exploração sexual comercial, e benefício financeiro para os indivíduos que garantem a conversão forçada da vítima. "
A  questão copta foi a origem do corte de relações temporário entre a Universidade de Al Azhar, e o Vaticano, após declarações públicas do Papa Bento XVI para que a liberdade religiosa fosse mais respeitada e protegida no Egito, a propósito do ataque contra uma Igreja Copta em Alexandria no Ano Novo em 2011. Ahmed al-Tayeb considerou que esta foi uma interferência inadmissível nos assuntos internos do Egito. Mais tarde, Al Tayeb avisou o Núncio Apostólico para o Egipto, Jean -Paul Gobel, que apresentar o Islã a uma luz negativa é uma "linha vermelha" que não deve ser ultrapassada.